# Havenagent
De havenagent is de vertegenwoordiger van rederijen en dienstverlenende bedrijven in een haven.
Zijn/haar taak betreft het uitvoeren van de administratieve en andere formaliteiten die vervuld moeten worden wanneer in een schip de haven binnenkomt. De taken van een havenagent zijn niet dezelfde als die van een expediteur. Een van de taken betreft de consignatie (voor derden in bewaring houden) van de schepen.
De havenagent en de cargadoor zijn de respectievelijk Vlaamse en Nederlandse benamingen van functies die een flinke overlap hebben of grotendeels gelijk zijn.

## Taken
De taken van de havenagent zijn:
- Het optreden als vertegenwoordiger voor rederijen in de trampvaart (wilde vaart).
- De consignatie (het voor derden in bewaring houden) van schepen.
- De kapitein bijstaan bij:
  - Het in en uitklaren van het schip.
  - Het regelen van de formaliteiten voor schip en lading bij het loodswezen, het havenbedrijf, de douane, de expediteurs, de goederenbehandelaar/verscheper en de ontvangers van de goederen.
  - Het zorgen voor de ligplaats voor het schip
  - Het bestellen van de loods/sleepboten
- Het opmaken van documenten ( douane en havendiensten)
- De aanlevering verzorgen van de benodigde scheepsvoorraad en bunkers (brandstof, water en dergelijke)
- Het contact leggen met de nodige instanties, bijvoorbeeld in geval van averijen en het regelen van de nodige herstellingen.
- Het overmaken van instructies naar en van de reder
- Het organiseren van het laden en lossen van schepen (zo snel mogelijk) en het verzorgen van de opslag en het vervoer van de goederen
- Het contact leggen met de verscheper en de bestemmeling
- De nodige contacten leggen met de naties en de stouwers
- Het innen van vrachtgelden
- Het behartigen van de belangen van de bemanning ( bezorgen van geld aan de kapitein voor betaling van de bemanning, visa, vliegtuigtickets, vervoer bij repatriëring, eventuele medische hulp regelen, voorraden en proviand bestellen)

## Aanduiding van de havenagent
De 'Agency Clause' van de haven vermeldt de wijze van aanduiden (aanwijzen) van de havenagent. In de laad- en loshaven wordt de agent gewoonlijk aangeduid door de bevrachter. De havenagent kan optreden als Owner's agent, Charterer's agent of als Protective agent. De Owner's agent handelt in opdracht van de rederij. De Charterer's agent behartigt de belangen van de charterer (opdrachtgever), maar wordt door de reder betaald en heeft de plicht de belangen van de reder te beschermen. Hij moet dus (in principe) alle diensten leveren aan het schip en zijn kapitein. Indien de reder verplicht is de agent van de bevrachter te aanvaarden, kan de reder zijn belangen laten beschermen door een eigen agent of Protective agent, die de kapitein bijstaat en de belangen behartigt van de reder. Dit is vooral van belang bij 'conflicts of interest' tussen reder en charterer.

## Kosten en vergoedingen
De havenagent ontvangt voor zijn werkzaamheden een agentschapvergoeding ('Agency fee'). Deze wordt gewoonlijk betaald door de rederij. In de trampvaart (wilde vaart) is het gebruikelijk dat de kosten voor laden en lossen voor de bevrachter zijn.